# Herweg (Buch am Buchrain)
Herweg (um 1865 auch Hörweg)  ist ein Gemeindeteil des Gemeinde Buch am Buchrain im oberbayerischen Landkreis Erding. 

## Lage
Der Weiler Herweg liegt beim Sportplatz 900 Meter nordwestlich der Pfarrkirche von Buch.

## Denkmalschutz
Wohnteil des Einfirsthofes Herweg 2 ist ein eingeschossiger Massivbau mit tief heruntergezogenem Satteldach aus der ersten Hälfte des 19. Jahrhunderts. Es steht unter Denkmalschutz und ist in der Liste der Baudenkmäler in Buch aufgeführt.

## Bevölkerungsentwicklung
Um 1861 lebten in Herweg vier Einwohner in einem Gebäude. Im Mai 1987 lebten dort zehn Einwohner in drei Wohnhäusern, von denen eines in zwei Wohnungen unterteilt war.
| Jahr      | 1861 | 1871 | 1925 | 1950 | 1970 | 1987 |
| Einwohner | 4    | 13   | 18   | 13   | 11   | 10   |